# 박을수 (1900년)
박을수(朴乙守, 일본식 이름: 松井三千雄마쓰이 미치오, 1900년 1월 22일 ~ ?)는 일제강점기의 경찰이다.

## 생애
1924년 12월 11일 조선총독부 경부보시험에 합격했으며 1925년 경상북도 대구경찰서에서 순사부장으로 근무했다. 1926년부터 1928년까지 함경북도 종성경찰서에서 경부보로 근무했고 1928년 11월 30일 일본 정부로부터 쇼와 대례 기념장을 받았다. 1929년부터 1931년 3월 30일까지 함경북도 경찰부 경무과에서 근무했으며 1930년 7월 3일 조선총독부 경부로 임명되었다. 함경북도 경원경찰서(1931년 3월 31일 ~ 1932년)와 함경북도 웅기경찰서(1933년 ~ 1933년 9월 11일), 함경북도 회령경찰서(1933년 9월 12일 ~ 1934년 9월 29일)에서 경부로 근무했다.
함경북도 경원경찰서와 회령경찰서 재직 시절에 일어난 만주사변 당시 국경 경비 업무를 수행하는 한편 철도 선로 및 전선 등에 대한 경계 근무를 실시했다. 또한 함경북도 회령군 지역에서 활동하던 비밀 결사 조직을 탐지하고 만주 지역 관헌에게 보고하여 관련자 일당을 검거하는 데에 협조했으며 다수의 항일 운동가를 탐지하고 일본 영사관 경찰서에 보고하여 이들을 체포하는 데에도 협조했다. 1934년 3월 1일 만주 사변에 적극 협력한 공로를 인정받아 만주국 정부로부터 건국 공로장을 받았으며 1934년 8월 27일 만주 사변 종군기장에 상신되었다. 1934년 9월 3일 일본 정부의 만주 사변 행상에서 공로 갑(功勞 甲)에 상신되었으며 1935년 4월 29일 일본 정부로부터 만주 사변 종군기장을 받았다.
1934년 9월 30일부터 1939년 11월 24일까지 함경북도 성진경찰서에서 사법주임 겸 고등계주임으로 근무했으며 1938년 11월 25일부터 함경북도 나진경찰서에서 사법주임 겸 고등계주임으로 근무했다. 함경북도 성진경찰서와 나진경찰서 재직 시절에 일어난 중일 전쟁 당시 동원 소집과 군사 수송 경계, 군용물자 공출 업무를 수행하여 일본의 침략 전쟁에 적극 협력했다. 1940년 4월 29일 중일 전쟁에 적극 협력한 공로를 인정받아 일본 정부의 지나 사변 공적 조서에서 공로(功勞)에 상신되었고 1940년 11월 4일 일본 정부로부터 훈8등 서보장을 받았다.
1942년 9월 15일 종7위, 1944년 2월 7일 고등관 7등에 각각 서위되었으며 1945년 7월 2일 조선총독부 경상북도 경시로 임명되었다.
민족문제연구소의 친일인명사전 수록자 명단의 경찰 부문, 친일반민족행위진상규명위원회가 발표한 친일반민족행위 705인 명단에 포함되었다.

## 참고자료
- 친일반민족행위진상규명위원회 (2009). 〈박을수〉. 《친일반민족행위진상규명 보고서 Ⅳ-6》. 서울. 866~875쪽.